# Тебаин
Алкалоидът тебаин е опиат, срещащ се в редица растения от рода Мак, по-специално Papaver bracteatum, където концентрацията му може да достигне до 26%, но също така и Papaver orientale и Papaver somniferum. С висока токсичност.
Има близка структура до морфина и кодеина.
Използва се за производството на оксикодон и налоксон. Има известно стимулиращо действие, а не седативно и при високи дози може да предизвика конвулсии. Не намира медицинско приложение.